# 道奇城 (阿拉巴马州)
道奇城（英文：Dodge City），是美国阿拉巴马州下属的一座城市。面积约为3.44平方英里（约合8.91平方公里）。根据2010年美国人口普查，该市有人口593人，人口密度为172.33/平方英里（约合66.55/平方公里）。